# Maybelline
Maybelline este o firmă americană ce produce cosmetice, cu sediul central în New York City.

## Istoric
Maybelline a fost fondat în anul 1915 de chimistul T.L. Williams care a descoperit în anul 1913 produsul cosmetic „mascar” a un amestec de praf de cărbune și vazelină folosit la vopsirea genelor. În prezent acest produs cosmetic a fost îmbunătățit de concern fiind produs sub numele de „Ultra Lash” și „Great Lash”. Din anii 1990 Maybelline se numără printre primele producătoare de produse cosmetice în lume.

## Modele
Printre fotomodelele care au făcut făcut publicitate pentru Maybelline se numără:
- Julia Stegner
- Adriana Lima
- Josie Maran
- Erin Wasson
- Christy Turlington
- Deepika Padukone
- Sarah Michelle Gellar
- Miranda Kerr